# Arnaldo Castorino
Arnaldo Castorino (n. Asunción, Paraguay; 3 de enero de 1987) es un exfutbolista paraguayo. Jugaba de delantero y su último equipo fue el Club Nacional de la Primera División de Paraguay.

## Trayectoria
Se inició en las divisiones formativas del Club Libertad. En 2009 debutó en la máxima categoría jugando para Olimpia en donde militó hasta el 2010. Al año siguiente fichó por el 3 de Febrero de Ciudad del Este, equipo con el que ha mantenido una mayor regularidad. El 3 de septiembre de 2011, Castorino llegó a anotar cuatro tantos en un mismo encuentro, ante el General Caballero. Producto de sus buenas actuaciones, se confirmó su regreso al Olimpia para la temporada 2012. Participó en la campaña de la Copa Libertadores 2013 en la que Olimpia llegó a la final En julio de 2014, confirma su llegada a Independiente Rivadavia.

## Clubes
| Club                    | País      | Año         |
| ----------------------- | --------- | ----------- |
| Olimpia                 | Paraguay  | 2009 - 2010 |
| 3 de Febrero            | Paraguay  | 2011        |
| Olimpia                 | Paraguay  | 2012 - 2013 |
| Lobos                   | México    | 2014        |
| Independiente Rivadavia | Argentina | 2014        |
| Nacional                | Paraguay  | 2015        |